# Henry Bellingham

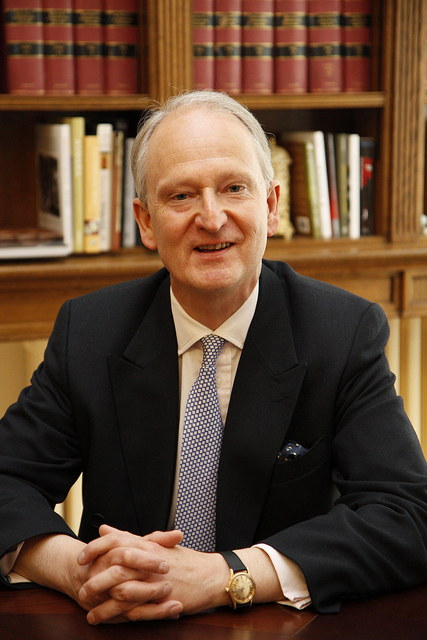
Henry Bellingham

Henry Campbell Bellingham, Baron Bellingham, Kt (* 29. März 1955 in Cheltenham) ist ein britischer Politiker der Conservative Party.

## Leben
Bellingham schloss sein Studium der Rechtswissenschaft am Magdalene College an der University of Cambridge 1977 ab. Hiernach war er nach seiner Aufnahme am Middle Temple von 1978 bis 1984 Barrister. Derzeit ist er Betreiber einer Wirtschaftsberaterkanzlei und wohnt in Kings Lynn.
Seit 1993 ist er verheiratet und hat einen Sohn.

## Politik
Bellingham wurde 1983 in dem Wahlbezirk North West Norfolk als Abgeordneter ins House of Commons gewählt. Dort vertrat er diesen Wahlkreis bis 1997 und wurde am 7. Juni 2001 erneut für North West Norfolk als Abgeordneter in das Parlament gewählt. Bei der Unterhauswahl 2005 wurde Bellingham mit 50,3 % der Stimmen seines Wahlkreises als Abgeordneter bestätigt.
Er profilierte sich in der Verteidigungs-, Wirtschafts- und Landwirtschaftspolitik. Daneben gilt er auch als Spezialist für die Nordirlandfrage.
Bellingham war im Parlament 1991 bis 1997 „Parliamentary Private Secretary“ für Malcolm Rifkind. Er wurde 2002 für das Schattenministerium der Konservativen für Wirtschaft und Handel benannt. Im Mai 2005 wurde er zum parlamentarischen Geschäftsführer (Whip) seiner Fraktion und im November 2006 Schattenminister für Verfassungsangelegenheiten. Seit Juni 2007 ist er Schattenminister für Justiz.
Vom 14. Mai 2010 bis 5. September 2012 war er Unterstaatssekretär des Foreign and Commonwealth Office.
Bei der Neujahrsehrung 2016 wurde Bellingham von Königin Elisabeth II. zum Knight Bachelor („Sir“) geschlagen.
Bellingham kandidierte als Speaker of the House of Commons, um John Bercow in diesem Amt nachzufolgen, zog seine Kandidatur aber noch vor der Wahl im November 2019 zurück. Zur Unterhauswahl im Dezember 2019 trat er nicht mehr an und schied somit aus dem House of Commons aus.
Am 5. November 2020 wurde er als Baron Bellingham, of Congham in the County of Norfolk, zum Life Peer erhoben und ist dadurch seither Mitglied des House of Lords.

## Trivia
Bellingham ist ein Nachfahre von John Bellingham, dem Attentäter der 1812 Premierminister Spencer Perceval ermordete. Ein Nachfahren dessen, Roger Percival, war bei der Unterhauswahl 1997 sein Gegenkandidat von der Referendum Party.